# Таит
Таит (егип. T3yt) — древнеегипетская богиня тканей. Одни исследователи называют её супругом Непри, другие — Хеджхотепа.

## Богиня ткачества

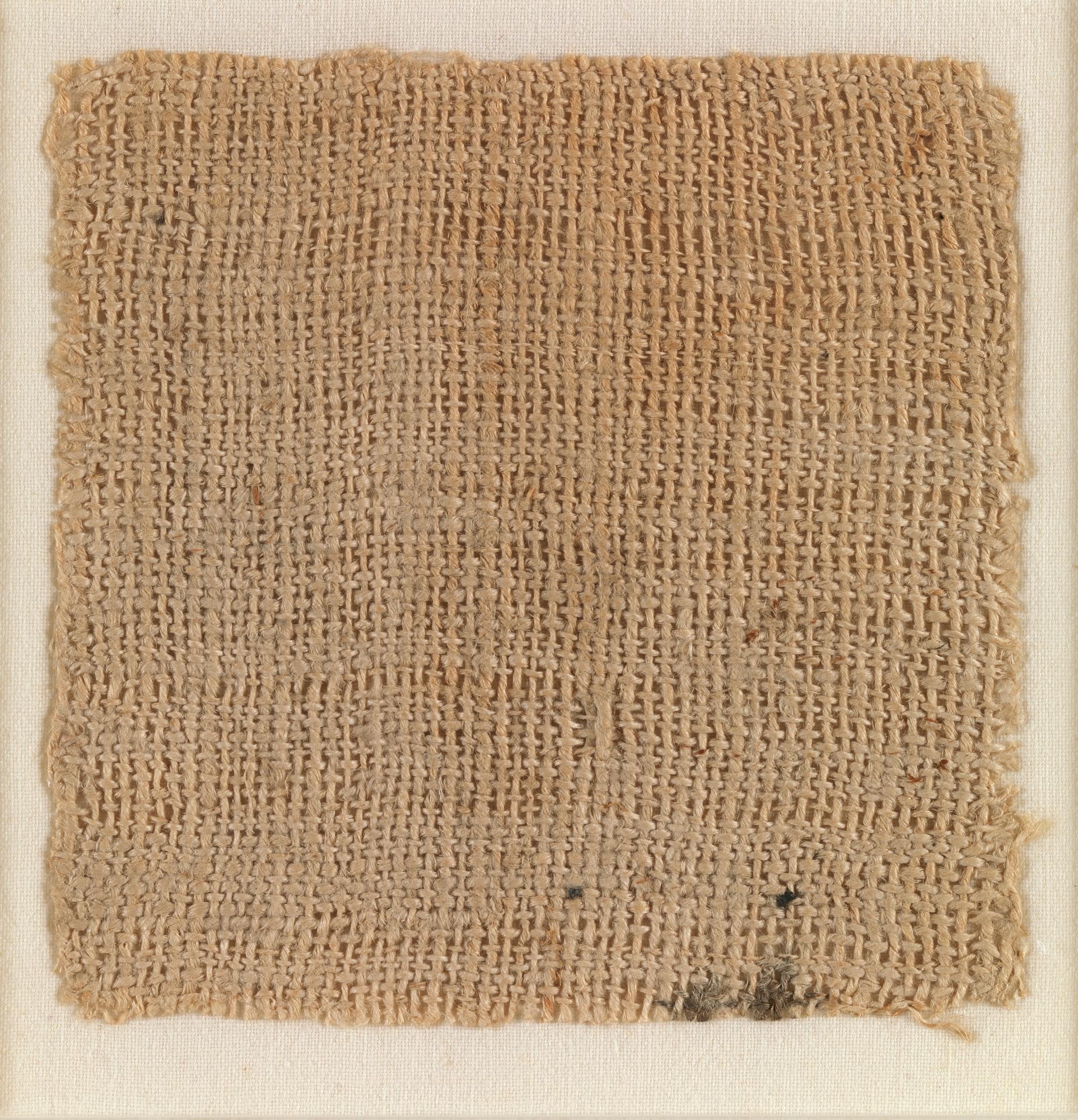
Фрагмент древнеегипетского льна 390—343 годов до н. э. (Поздний период) из Саккары

Таит была древнеегипетской богиней ткачества, текстиля и в меньшей степени мумификации. Её функции близки функциям Хеджхотепа. Её имя Таит происходит от слова, означающего одежду. Другими древнеегипетскими богинями ткачества были Изида и Нефтида. Поскольку одежду в Древнем Египте изготавливали преимущественно из льняного полотна, Таит часто изображена ткущей или подающей льняные головные уборы божествам и высокопоставленным чиновникам. Статуи божеств обряжали в дорогие ткани. Лён получают из стебля льняного растения: чем моложе растение, тем выше качество ткани. Из-за назначения одежды скрывать и защищать Таит стали ассоциировать с матерью-защитницей. В «Текстах пирамид» (текст 738а) Таит охраняет голову фараона и помогает ему вызвать благосклонность других божеств. В Древнем Египте ткачество считалось популярной коммерческой деятельностью среди рабочих и женщин царской семьи. В период Римского владычества в Египет завезли хлопок.

## Богиня погребения
Таит стали ассоциировать с погребениями из-за использования тканей при мумификации. Считалось, что она «просыпается умиротворённой» и делает текстильные подношения, чтобы заслужить благосклонность божеств. Как богиня погребения изображена в пятом разделе Книги пещер, где описывается путешествие Ра по подземному миру и его отношения с проклятыми. Она показана приветствующей Ра и Осириса в нижнем регистре. В «Текстах пирамид» V и VI династий Таит называется матерью, обёртывающей усопшего фараона бинтами из «страны Таит».

## Культовый центр
Таит считалась покровительницей города Таит, что следует из Текстов пирамид.